# Prosobothrium japonicum
Prosobothrium japonicum is een lintworm (Platyhelminthes; Cestoda). De worm is tweeslachtig. De soort leeft als parasiet in andere dieren.
Het geslacht Prosobothrium, waarin de lintworm wordt geplaatst, wordt tot de familie Prosobothriidae gerekend. De wetenschappelijke naam van de soort werd voor het eerst geldig gepubliceerd in 1934 door Yamaguti.